# Adolf Hirner
Adolf Hirner detto Adi (6 maggio 1965) è un allenatore di sci nordico ed ex saltatore con gli sci austriaco.

## Biografia

### Carriera sciistica
In Coppa del Mondo esordì il 1º gennaio 1982 a Garmisch-Partenkirchen (22°) e ottenne l'unico podio il 6 marzo 1984 a Falun (3°).

### Carriera da allenatore
Dopo il ritiro divenne allenatore della squadra per la quale aveva gareggiato, il WSV Eisenerz.

## Palmarès

### Coppa del Mondo
- Miglior piazzamento in classifica generale: 18º nel 1984
- 1 podio (individuale):
  - 1 terzo posto

### Campionati austriaci
- 2 medaglie[1]:
  - 2 bronzi (90 m nel 1984; 70 m nel 1987)